# Alternate Endings
Alternate Endings — третій студійний альбом англійської групи Fightstar, який вийшов 11 серпня 2008 року.

## Композиції
1. Floods - 3:46
2. Where's the Money, Lebowski? - 3:26
3. Waitin' for a Superman - 3:29
4. Amethyst - 7:19
5. 99 - 4:03
6. In Between Days - 2:38
7. Shinji Ikari - 3:59
8. Dark Star - 3:43
9. Gracious - 3:43
10. Fight for Us - 4:08
11. Hold Out Your Arms - 4:04
12. NERV/SEELE - 3:51
13. Zihuatanejo - 3:36
14. Breaking the Law - 2:58
15. Minerva - 2:51

## Учасники запису
- Чарлі Сімпсон — вокал, гітара
- Алекс Вестевей — гітара
- Ден Гей — басс
- Омар Абіді — ударні